# Баканов, Иван Геннадьевич
Иван Геннадьевич Баканов (укр. Іван Геннадійович Баканов; род. 2 мая 1975, Кривой Рог, Днепропетровская область) — украинский государственный деятель. Председатель Службы безопасности Украины (29 августа 2019 — 17 июля 2022). Член Ставки Верховного главнокомандующего (2022).
Член СНБО (28 мая 2019 — 4 августа 2022). Председатель партии «Слуга народа» (2 декабря 2017 — 27 мая 2019). Первый заместитель председателя Службы безопасности Украины — начальник Главного управления по борьбе с коррупцией и организованной преступностью СБУ (22 мая — 29 августа 2019).

## Биография
Родился в городе Кривой Рог. Друг детства Владимира Зеленского, с которым вместе учился, а впоследствии вместе работал над разными проектами, в том числе «Студии Квартал-95».
Окончил Киевский национальный экономический университет им. Гетьмана (1997) и Академию труда, социальных отношений и туризма (2006) (специальность — «Суд, адвокатура и прокуратура»).
В начале 2000-х занимался бизнесом. В 2008 году фирмы жены Баканова брали в аренду у Фонда государственного имущества гидроэлектростанции по всей Украине. За несколько лет Баканов взял под контроль 7 гидроэлектростанций. Две крупнейших из — Богуславская ГЭС и Дыбинецкая ГЭС были расположены в Киевской области. В 2011 году против Баканова было открыто уголовное производство по факту противоправного присвоения данных гидроэлектростанций. Но тогдашний глава СБУ Валерий Хорошковский «замял» уголовное дело, по просьбе Владимира Зеленского.
С 25 января 2013 года Баканов являлся руководителем ООО «Квартал 95», а с 27 декабря 2013 — руководителем ООО «Студия Квартал-95».
С 2 декабря 2017 по 27 мая 2019 года Баканов был председателем созданной сторонниками Зеленского партии «Слуга народа». Во время предвыборной кампании руководил штабом Зеленского.

## Работа в СБУ
22 мая 2019 года Указом президента Украины Владимира Зеленского № 316/2019 был назначен первым заместителем председателя Службы безопасности Украины — начальником Главного управления по борьбе с коррупцией и организованной преступностью Центрального управления Службы безопасности Украины.
27 мая 2019 года назначен временно исполняющим обязанности председателя СБУ. 28 мая 2019 года назначен членом СНБО Украины. Также являлся членом Национального совета по вопросам антикоррупционной политики (с 2019 по 2023).
29 августа 2019 года на первом заседании Верховной рады Украины lX созыва был утверждён в качестве Председателя Службы безопасности Украины.
В 2022 году стал членом Ставки Верховного главнокомандующего.
17 июля 2022 года отстранён от выполнения обязанностей главы СБУ указом президента Украины. 19 июля 2022 года Верховная Рада отправила Баканова в отставку.

## Критика деятельности
По мнению некоторых экспертов, назначение Баканова на должность было проведено с нарушением процедуры, связанной в том числе с тем, что он не прошёл спецпроверки. Однако в СБУ эти сведения были опровергнуты.
В мае 2020 года в СМИ была опубликована информация, что Баканов с 2015 года и до момента публикации руководил испанским юридическим лицом Nueva Tierra Verde Sociedad Limitada, что в свою очередь является нарушением норм антикоррупционного законодательства Украины, согласно которым государственным служащим запрещено занимать руководящие должности в частных структурах.
В апреле 2022 года Владимир Зеленский говорил о проблеме предателей среди сотрудников СБУ. Тогда он лишил званий нескольких руководителей ведомства: генерала Андрея Наумова и экс-начальника Управления СБУ в Херсонской области Сергея Криворучко. Из-за этого ряд наблюдателей утверждали, что Баканов, который до назначения на должность не имел опыта работы в правоохранительных органах, мог проводить неправильную кадровую политику.
За эффективные операции СБУ под его руководством получил в СМИ прозвище "Генерал Гром" 

## Воинское звание
- Лейтенант — получил звание в конце мая 2019 года для того, чтобы иметь доступ к секретной информации[27].

## Семья
Супруга — Оксана Лазаренко, гражданка Российской Федерации, сын — Артур (с 2014 по 2018 год студент КНЭУ им. Вадима Гетьмана).